# 체육공원

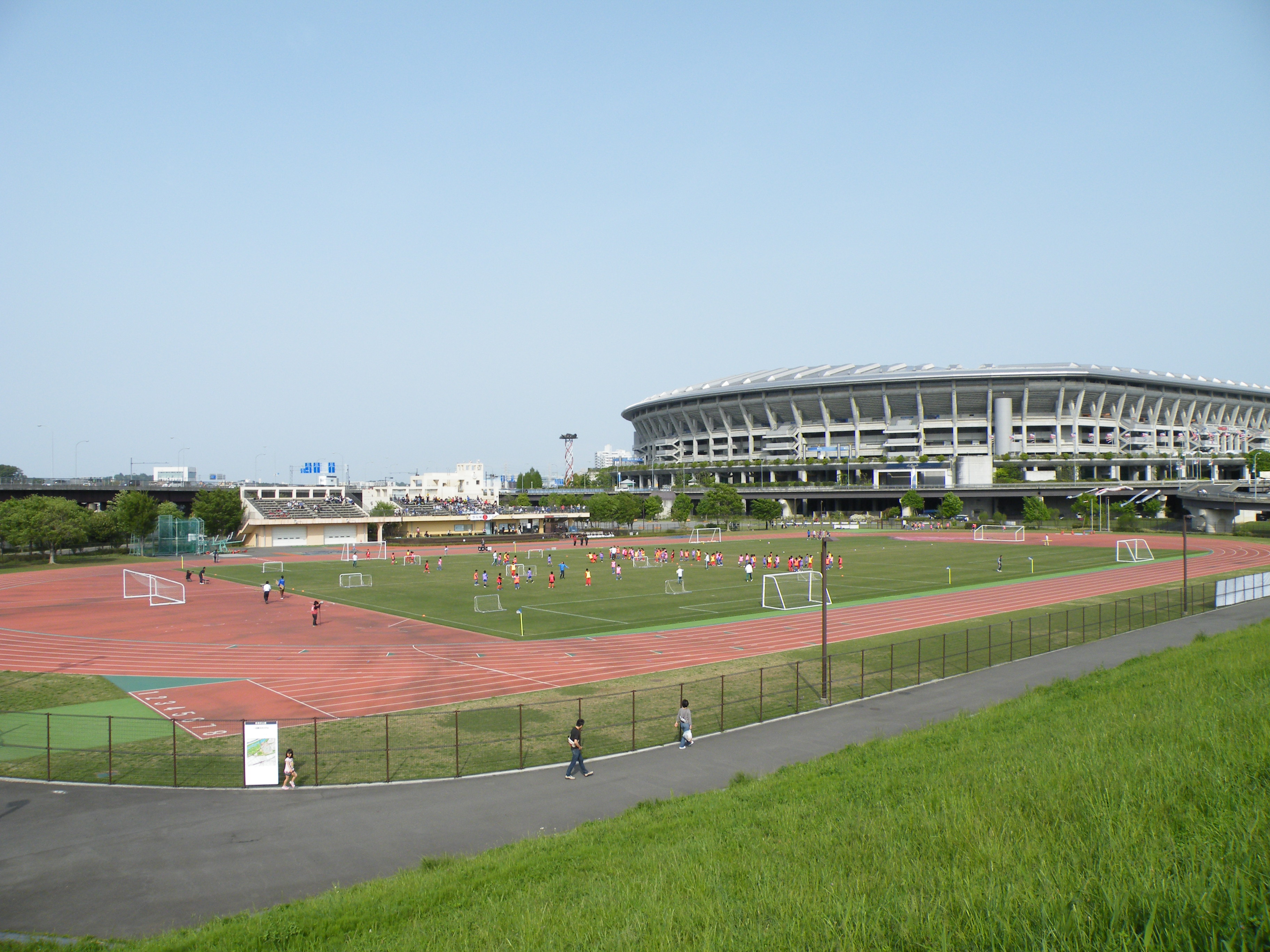
신요코하마 공원

체육 공원(體育公園)은 도시 공원 중의 하나로, 도시 사람들에게 주로 스포츠를 이용할 목적으로 제공된다.